# ソユーズ39号
ソユーズ39号（Союз 39 / Soyuz 39)はソビエト連邦による1981年の有人宇宙飛行ミッション。サリュート6号へ向かい、モンゴル人が宇宙に行った初のミッションでもあった。

## クルー
- ウラジーミル・ジャニベコフ（2） コマンダー
- ジェクテルデミット・グラグチャ（1） 調査/研究宇宙飛行士

カッコ内の数字は今回を含めた宇宙飛行の経験回数

### バックアップクルー
- ウラジーミル・リャホフ　コマンダー
- マイダルジャヴィン・ガンゾリグ（1） 調査/研究宇宙飛行士

## ミッションパラメータ
- 重量 6800 kg
- 近地点： 197.5 km
- 遠地点： 282.8 km
- 傾斜角： 51.6°
- 周期： 89.01 分

## ミッションハイライト
サリュート6号への15回目の宇宙飛行であり、モンゴルの宇宙飛行士が同乗し、ソ連以外のメンバーを乗せた8回目のミッションとなった（インターコスモス）。
ソユーズ39号はバイコヌール宇宙基地のガガーリン発射台から1981年3月22日14時58分55秒（UTC）に打ち上げられた。ロケットはソユーズUが使用された。1日による飛行の後、23日16時28分にサリュート6号にドッキングした。サリュート6号にはソユーズT-4によってきていたウラジーミル・コワリョーノクとヴィクトル・サヴィヌイフが滞在していた。
宇宙飛行士は宇宙線探知装置を取り付け、ステーションののぞき窓が宇宙塵によってどの程度損傷したか実験も行った。地球科学実験、特に宇宙から見たモンゴルに関する実験が行われた。ステーションの空気および微生物をサンプル採取し、宇宙線探知装置を取り外してサリュート6号は1981年3月30日8時15分にステーションとアンドッキング、軌道離脱、大気圏再突入を行い同日11時40分に地上に帰還した。